# La Felguera
La Felguera é a maior paróquia civil do concelho (município) de Langreo, na província e Principado das Astúrias, Espanha. Tem 10,12 km² de área e em 2009 tinha 20 951 habitantes (densidade: 2 070,3 hab./km²), sendo a quinta maior na Astúrias em população, após Gijón, Oviedo, Avilés e Mieres del Camino.
As construções mais importantes são: a Igreja de San Pedro, a Igreja de Santa Lourdes, as casas da rua Conde Sizzo, a Escola Velha de Salle, a Estátua do Pedro Duro, o Mercado e três parques (Dolores F. Duro, Sutu e Lago). No momento em que aloja o Centro de Companhias e de Tecnologias novas de Valnalón e O Museu do ferro e da indústria de aço .